# Anton Babnigg
Anton Babnigg (Viena, 13 de desembre de 1793 - Štítnik, (Hongria), 28 d'octubre de 1872) va ser un actor de teatre austríac, cantant d'òpera (tenor) i director de teatre i líders.
Després d'estar convenientment preparat en l'etapa per a la carrera, va ingressar el 1815 a Temešvár on havien inaugurat un teatre, tenia llavors quatre anys d'ensenyament al Deutsches Theater a Pest i va entrar el 1820 en l'Associació de l'Òpera de la Cort de Viena, en l'etapa de 1817 a 1819 va actuar en diverses actuacions d'artistes convidats. Allí va treballar només dos anys i després tornar a Pest, en la qual només va dirigir, després la es va fer càrrec de la direcció, va dirigir amb èxit tres anys. En 1826 va emprendre una gran gita de concert a través d'Alemanya. 1827 es va unir als artistes en l'associació del teatre de la cort de Dresden, on va treballar fins a l'any 1844. Pels seus mèrits la Saxon Kammersänger, li va ingressar el 1844 una pensió, i es va retirar a casa seva.
En retirar-se de l'escena va compondre una sonata per a piano a quatre mans.
La seva filla va ser la cantant d'òpera Emma Babnigg.